# Elisa Fiorillo
Elisa Fiorillo (Filadelfia, 28 febbraio 1969) è una cantante statunitense.

## Biografia
Nel 1985, all'età di quindici anni, Fiorillo vinse il talent show Star Search. Due anni più tardi firmò un contratto con la Chrysalis. La sua Jackie, contenuta nella colonna sonora della commedia Summer School del 1987, catturò l'attenzione di John "Jellybean" Benitez, che decise di far partecipare la cantante a alle sue tracce Little Too Good to Me e Who Found Who. Quest'ultima riuscì a inserirsi nelle classifiche di tutto il mondo, fra cui la Hot Dance Club Play, ove raggiunse la terza posizione. Non ebbe altrettanto successo How Can I Forget You, singolo di lancio del suo album di debutto Elisa Fiorillo (1987). L'artista è anche ricordata per le sue collaborazioni con Prince (Batman, 1989; Graffiti Bridge, 1990; Diamonds and Pearls, 1991). e per aver eseguito il brano Don't Be Afraid della colonna sonora del videogioco Metal Gear Solid 3: Snake Eater (2004).

## Discografia

### Album in studio
- 1987 – Elisa Fiorillo
- 1990 – I Am
- 1996 – Nursery Rhymes
- 2001 – Undecided
- 2002 – Teach Me Tonight
- 2006 – Labor of Love
- 2007 – Light That Shines
- 2010 – Songs from the Fiorillo & Esposito Catalog
- 2014 – Life in 20 (come The Dease & Reese Project)

### Singoli
- 1987 – Who Found Who (con Jellybean)
- 1987 – Little Too Good to Me
- 1987 – How Can I Forget You
- 1987 – You Don't Know
- 1988 – Forgive Me for Dreaming
- 1988 – Do Something Foolish
- 1988 – High Bright Night
- 1990 – On the Way Up
- 1991 – Oooh This I Need
- 2014 – All Over the World